# Монофізитство
Монофізи́тство (від грец. μόνος — «єдиний» + грец. φύσις — «природа, єство», також — євтихіанство) — християнське віровчення, яке сповідувало єдину (божественну) природу Ісуса Христа, а не подвійну — божественну і людську (діофізитство).
Монофізитський толк християнства започаткований у V ст. константинопольським архімандритом Євтихієм під час боротьби проти несторіанства.
ІІІ Вселенський (Ефеський) собор 431 року визнав правовірними 12 анафематизмів Кирила Александрійського проти Несторія, але Євтихій, архімандрит Константинопольський і Діоскор, патріарх Александрійський (наступник на кафедрі Александрійської богословської школи Кирила Александрійського до речі з моменту його смерті у 444 році) відстоювали, що Ефеський собор визнав монофізитство правовірним. На соборі були присутні 200 єпископів. Собор, засудивши вчення Несторія (несторіанство — християнська конфесія й однойменне христологічне вчення, засуджене як єресь на ІІІ Вселенському (Ефеському) соборі 431 року, яке приписують Несторію, архієпископу Константинополя (428–431). Несторій визнавав Марію не Богородицею (грец. Θεοτόκος), а Христородицею (грец. Χριστοτόκος) або людинородицею (грец. ανθρωποτόκος)). Собор визнав такі трактування єрессю і ухвалив визнавати в Ісусі Христі з часу його втілення (Різдва) єдність двох природ: божественної і людської, а отже, сповідувати Ісуса Христа як істинного Бога та істинну людину (Бога во плоті, Боголюдини Ісуса Христа). Також собор проголосив визнання Пресвятої Діви Марії Богородицею. Було остаточно затверджено текст Нікео-Константинопольського Символу віри і категорично заборонено вносити до нього будь-які зміни і доповнення. Патріарха Несторія відправили в заслання.
IV Вселенський (Халкедонський) собор 451 року проголосив монофізитство, або міафізитство гетеродоксією, проте самі монофізити відкидали вчення собору як єретичне і таке, що падає назад в несторіанство. За це вони самі вже були піддані анафемі як схизматики, внаслідок чого християнство поділилося на халкедонські й нехалкедонські (монофізитські) церкви. Засідання Халкедонського собору відбувалися в храмі великомучениці Євфимії, яка постраждала близько 304 року. На ньому було присутні 630 Отців церкви. Собор було відкрито 8 жовтня 451 року і закрито 1 листопада того ж року. Було проведено 17 пленарних засіданб. Собор прийняв таке трактування природи Ісуса Христа: «Христос — Бог, але він і людина, перебуває в двох єствах, незмінно і нероздільно». Монофізити не визнали цього рішення. За ними пішли Коптська (єгипетська), Ефіопська та Вірменська григоріанська церкви. Монофізити вважали діофізитів тими, хто повернулися до несторіанства. Вони оголосили їх зрадниками вчення Кирила Александрійського, а значить — тими, хто не визнає авторитет ІІІ Вселенського (Ефеського) собору 431 року, хоча Халкедонський собор неодноразово цитував Кирила Александрійського і навіть не думав сприймати його розуміння христології як єресь.
Монофізитство найбільш поширилося у східних провінціях Візантії в V—VI ст. і стало релігійно-політичною основою сепаратистських тенденцій, релігійною формою протесту народних мас проти гніту Римської імперії й офіційної християнської церкви.
Монофізитство втратило політичне значення після завоювання в VII ст. у східних провінцій Візантії арабами.
Монофізитство, або міафізитство й досі сповідується у деяких православних церквах, які не визнали Халкедонського собору.